# 12 Heures de Sebring 1987
Navigation
Édition précédente Édition suivante
Les 12 Heures de Sebring 1987 sont la 35e édition de l'épreuve et la 3e manche du championnat IMSA GT 1987. Elles ont été remportées le 21 mars 1987 par la Porsche 962 no 86 de l’équipe Bayside Disposal Racing et pilotée par Jochen Mass et Bobby Rahal.

## Circuit

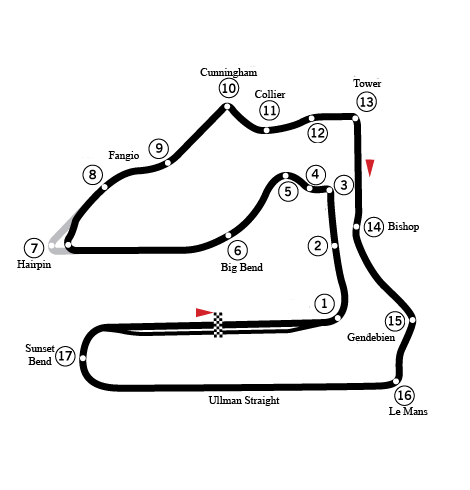
Le Sebring International Raceway, cadre des 12 Heures de Sebring 1987.

Les 12 Heures de Sebring 1987 se déroulent sur le Sebring International Raceway situé en Floride. Il est composé de deux longues lignes droites, séparées par des courbes rapides ainsi que quelques chicanes. Le tracé actuel diffère de celui de l'époque. Ce tracé a un grand passé historique car il est utilisé pour des courses automobiles depuis 1950. Ce circuit est célèbre car il a accueilli la Formule 1.

## Résultats
Voici le classement au terme de la course.
- Les vainqueurs de chaque catégorie sont signalés par un fond jauni.

| 1             | GTP    | 86  | Bayside Disposal Racing     | Jochen Mass Bobby Rahal                             | Porsche 962                    | 298 |
| 2             | GTP    | 14  | Holbert Racing              | Chip Robinson Al Holbert                            | Porsche 962                    | 296 |
| 3             | GTP    | 8   | Primus Motorsport           | Brian Redman Chris Kneifel Elliot Forbes-Robinson   | Porsche 962                    | 293 |
| 4             | GTP    | 0   | Joest Racing                | Sarel van der Merwe Louis Krages Danny Ongais       | Porsche 962                    | 281 |
| 5             | GTO    | 28  | Protofab Racing             | Greg Pickett Tommy Riggins                          | Chevrolet Camaro               | 281 |
| 6             | GTP    | 5   | Bob Akin Motor Racing       | James Weaver Bob Akin Steve Shelton                 | Porsche 962                    | 280 |
| 7             | GTP    | 67  | BF Goodrich ( Busby Racing) | Bob Wollek Darin Brassfield Wally Dallenbach        | Porsche 962                    | 275 |
| 8             | GTO    | 22  | Roush Racing                | Bruce Jenner Bobby Akin                             | Ford Mustang                   | 274 |
| 9             | GTO    | 98  | All-American Racers         | Chris Cord Juan Manuel Fangio II                    | Toyota Celica Turbo            | 267 |
| 10            | Lights | 42  | MMG White Allen             | John Higgins Charles Monk Howard Cherry             | Fabcar CL                      | 265 |
| 11            | Lights | 05  | RM Racing                   | Charles Morgan Jim Rothbarth                        | Royale RP40                    | 261 |
| 12            | Lights | 09  | Ball Bros. Racing           | Steve Durst Mike Brockman Tony Belcher              | Spice SE86CL Pontiac Fiero GTP | 261 |
| 13            | GTO    | 65  | Grey Eagle Racing           | Jerry Clinton Morris Clement Stanton Barrett        | Ford Mustang                   | 256 |
| 14            | Lights | 63  | Jim Downing                 | Jim Downing John Maffucci John O’Steen              | Argo JM19                      | 253 |
| 15            | GTO    | 74  | Whitehall Rocketsports      | Paul Gentilozzi Irv Hoerr Tom Winters               | Oldsmobile Toronado            | 251 |
| 16            | GTU    | 17  | Al Bacon Racing             | Al Bacon Bob Reed                                   | Mazda RX-7                     | 245 |
| 17            | GTU    | 54  | SP Racing                   | Gary Auberlen Bill Auberlen Karl Durkheimer         | Porsche 911                    | 244 |
| 18            | GTU    | 89  | 901 Racing                  | Peter Uria Larry Figaro Kyle Rathbun Jack Refenning | Porsche 911 Carrera RSR        | 243 |
| 19            | GTO    | 87  | Morrison-Cook Motorsport    | Tommy Morrison Stu Hayner Don Knowles Bob McConnell | Chevrolet Corvette             | 241 |
| 20            | GTO    | 30  | Skoal Bandit Racing         | Buz McCall Walt Bohren Paul Dallenbach              | Chevrolet Camaro               | 241 |
| 21            | Lights | 43  | MMG White Allen             | Tim McAdam Scott Overby Chip Mead                   | Fabcar CL                      | 238 |
| 22            | GTU    | 75  | Clayton Cunningham Racing   | Tom Kendall Bart Kendall Max Jones                  | Mazda RX-7                     | 236 |
| 23            | Lights | 35  | Diman Racing                | Mandy Gonzalez Manuel Villa Luis Gordillo           | Royale RP40                    | 235 |
| 24            | Lights | 61  | Performance Technology      | Brent O'Neill John Lloyd                            | Argo JM19                      | 230 |
| 25            | GTU    | 84  | Guy Church                  | Guy Church Tom Hunt E. J. Generotti                 | Mazda RX-7                     | 226 |
| 26            | GTU    | 82  | Dick Greer Racing           | Dick Greer Mike Mees John Finger                    | Mazda RX-7                     | 225 |
| 27            | GTU    | 46  | Turbo Concepts              | Miguel Morejon Herman Galeano                       | Porsche 911                    | 224 |
| 28            | GTU    | 71  | Team Highball               | Amos Johnson Dennis Shaw                            | Mazda RX-7                     | 217 |
| 29            | GTO    | 11  | Roush Racing                | Lyn St. James Tom Gloy                              | Ford Mustang                   | 213 |
| 30            | GTO    | 85  | Highlands Racing            | William Boyer Steve Roberts                         | Pontiac Firebird               | 211 |
| 31            | GTU    | 00  | S Squared Engineering       | Charles Slater Dave Duttinger Rudy Bartling         | Porsche 911 Carrera RSR        | 209 |
| 32            | Lights | 23  | Motion Promotions           | George Petrilak Dave Rosenberg Bruce MacInnes       | Argo JM19                      | 201 |
| 33            | GTU    | 68  | Chambers Racing             | Dennis Chambers Chaunce Wallace                     | Mazda RX-7                     | 201 |
| 34            | GTU    | 08  | Simms Romano Enterprise     | Paul Romano Vance Swifts John Drew                  | Mazda RX-7                     | 188 |
| 35            | Lights | 52  | Wonzer Racing               | Ron Case Bruce Dewey Buzz Cason Nort Northam        | Lola T616                      | 186 |
| 36            | GTP    | 4   | Roush Racing                | Scott Pruett Pete Halsmer                           | Ford Mustang GTX Special       | 179 |
| 37            | GTO    | 24  | CAR Enterprises             | Craig Rubright Garrett Jenkins Roy Newsome          | Chevrolet Corvette             | 165 |
| 38            | GTO    | 50  | Henry Brosnaham             | Henry Brosnaham Glen Cross Jim Johnson              | Chevrolet Camaro               | 158 |
| Abandons      |        |     |                             |                                                     |                                |     |
| 39            | Lights | 19  | S & L Racing                | Scott Schubot Linda Ludemann Lance Jones            | Tiga GT285                     | 252 |
| 40            | GTO    | 76  | Peerless Hendrick           | Jack Baldwin Eppie Wietzes                          | Chevrolet Camaro               | 243 |
| 41            | GTO    | 81  | Sentry Bank Equipment       | Ken Bupp Guy Church Del Russo Taylor                | Chevrolet Camaro               | 205 |
| 42            | Lights | 80  | Gaston Andrey Racing        | Martino Finotto Ruggero Melgrati Pietro Silva       | Alba AR6                       | 177 |
| 43            | GTO    | 90  | Bob's Speed Products        | Bob Lee Gary Myers Timothy Lee                      | Buick Skyhawk                  | 161 |
| 44            | Lights | 25  | Gaston Andrey Racing        | David Loring Roger Andrey Willy Lewis               | Tiga GT286                     | 145 |
| 45            | GTU    | 44  | Goral Racing                | Paul Goral Rusty Bond Larry Figaro                  | Porsche 911                    | 140 |
| 46            | GTO    | 49  | Catters Racing Team         | Carlos Munoz Carlos Catter Joe Gonzalez             | Pontiac Firebird               | 136 |
| 47            | GTP    | 16  | Dyson Racing                | Price Cobb Vern Schuppan                            | Porsche 962                    | 123 |
| 48            | GTU    | 60  | Schaderacing                | Steve DePoyster Bob Schader Jim Kurz Mike Jocelyn   | Mazda RX-7                     | 114 |
| 49            | Lights | 31  | Gebhardt Racing USA         | Greg Hobbs Gary Robinson David Hobbs Alf Gebhardt   | Gebhardt JC853                 | 110 |
| 50            | Lights | 96  | Hessert Racing              | Eduardo Dibos Keith Rinzler Tom Hessert             | Tiga GT286                     | 93  |
| 51            | GTU    | 47  | Cumberland Valley Racing    | Doug Mills Richard Oakley                           | Mazda RX-7                     | 90  |
| 52            | GTO    | 56  | Bill Wink Racing            | Bill Wink Bill Martin Don Erickson Tim Evans        | Chevrolet Camaro               | 87  |
| 53            | Lights | 79  | Whitehall Rocketsports      | Skeeter McKitterick Ted Boady Paul Lewis            | Alba AR5                       | 86  |
| 54            | GTO    | 99  | All-American Racers         | Willy T. Ribbs Jerrill Rice                         | Toyota Celica Turbo            | 84  |
| 55            | Lights | 40  | Bieri Racing                | Uli Bieri Angelo Pallavicini David Murry            | Alba AR2                       | 76  |
| 56            | GTO    | 83  | Shafer Racing               | Craig Shafer Joe Maloy George Shafer                | Chevrolet Camaro               | 76  |
| 57            | GTO    | 51  | Quality Motorsports         | Dave Heinz Bob Young                                | Chevrolet Corvette             | 75  |
| 58            | GTP    | 1   | A. J. Foyt Enterprises      | A. J. Foyt Danny Sullivan Hurley Haywood            | Porsche 962                    | 73  |
| 59            | GTU    | 13  | Altman Bros Motor Racing    | Mark Altman Gary Altman Tim Selby                   | Porsche 914/6                  | 68  |
| 60            | Lights | 9   | Finco Racing                | Fin Tomlinson Terry Loebel Richard Morgan           | Tiga GT285                     | 57  |
| 61            | GTO    | 38  | Mandeville Auto Tech        | Roger Mandeville Kelly Marsh Don Marsh              | Mazda RX-7                     | 56  |
| 62            | Lights | 36  | Erie Scientific Racing      | Frank Jellinek John Grooms Tom Bagley               | Royale RP40                    | 54  |
| 63            | GTO    | 26  | Bob's Speed Products        | Del Russo Taylor Mark Montgomery David Fuller       | Pontiac Firebird               | 45  |
| 64            | GTO    | 91  | Lucas Truck Service         | Scott Gaylord Luis Albiza Kent Stover               | Oldsmobile Calais              | 38  |
| 65            | GTO    | 12  | Centurion AutoTransport     | Harold Shafer Tom Nehl Robert Peters                | Buick Somerset                 | 36  |
| 66            | Lights | 01  | Spice Engineering           | Jeff Kline Don Bell                                 | Spice Pontiac Fiero GTP        | 31  |
| 67            | GTO    | 77  | Brooks Racing               | Robert Lappalainen Kenper Miller                    | Chevrolet Camaro               | 25  |
| 68            | GTO    | 72  | Sunrise Racing              | Jeff Loving Richard Small Jan Goodman               | Chevrolet Camaro               | 23  |
| 69            | GTU    | 15  | Murray Racing               | Dick Murray Terry Visger                            | Pontiac Fiero                  | 20  |
| 70            | GTO    | 70  | Hi-Tech Coating             | Tom Juckette Richard McDill Bill McDill             | Chevrolet Camaro               | 19  |
| 71            | GTO    | 21  | OMR Engines                 | Gene Felton Lee Perkinson Matt Mnich                | Chevrolet Camaro               | 10  |
| 72            | GTO    | 88  | Morrison-Cook Motorsport    | John Heinricy Bob McConnell Bobby Carradine         | Chevrolet Camaro               | 9   |
| 73            | Lights | 29  | Ares Sports                 | Steve Phillips Ron Canizares Howard Katz            | Tiga GT286                     | 8   |
| 74            | GTO    | 04  | Dave White Racing           | Arthur Pilla Dave White George Drolsom              | Porsche 944                    | 7   |
| Non partants  |        |     |                             |                                                     |                                |     |
| 75            | GTO    | 92  | Lance Van Every             | Ash Tisdelle Lance Van Every                        | Chevrolet Camaro               |     |
| 76            | GTP    | 86T | Bayside Disposal Racing     |                                                     | Porsche 962                    |     |
| Non qualifiés |        |     |                             |                                                     |                                |     |
| 77            | GTO    | 06  | Art Cross                   | Art Cross Gary Smith Bob Lee                        | Chevrolet Monte Carlo          |     |
| 78            | GTO    | 3   | Vince Gimondo               | Vince Gimondo Ken Grostic Terry Wolters             | Oldsmobile Calais              |     |
| 79            | GTO    | 10  | Don Nooe                    | Jim Stricklin Don Nooe Tim Stringfellow             | Chevrolet Corvette             |     |
| 80            | Lights | 18  | Jeff Bietzel                | Tim Evans Andy Pilgrim Doug Goad Terry McKenna      | PAS                            |     |
| 81            | GTO    | 39  | Gary English                | Frank Del Vecchio Chris Thompson Kurt Mathewson     | Chevrolet Camaro               |     |
| 82            | GTU    | 41  | B&G Racing                  | Mike Graham Richard Burr Charles Bryant             | BMW 325                        |     |
| 83            | GTU    | 45  | Carlos Pedrera              | Carlos Pedrera Dennis Dobkin                        | Mazda RX-7                     |     |
| 84            | GTU    | 48  | Gary Wonzer Racing          | Gary Wonzer Ron Case Brian Cameron Tom Cripe        | Porsche 911                    |     |
| 85            | GTO    | 69  | Tom Clark                   | Kenneth LaGrow                                      | Ford Mustang                   |     |
| 86            | GTU    | 78  | Fritz Hochreuter            | Rudy Bartling Fritz Hochreuter Werner Frank         | Porsche 911                    |     |